# Elena Iparraguirre
Elena Albertina Yparraguirre Revoredo (Ica, 14 de septiembre de 1947) es una terrorista peruana, miembro de alto rango de la organización terrorista Sendero Luminoso. Fue capturada en Lima el 12 de setiembre de 1992 junto a Abimael Guzmán, fundador y líder de dicho grupo.
Fue condenada a cadena perpetua por un tribunal militar peruano. Le fue concedido un nuevo juicio en una corte civil en 2004, pero el proceso terminó en controversia. Después de un tercer juicio en 2006, Iparraguirre y Guzmán fueron condenados nuevamente a cadena perpetua. A pesar de ello fue responsable del reclutado de mujeres a la organización. Iparraguirre se casó con Abimael Guzmán en 2010.

## Matrimonio en prisión
El 20 de agosto de 2010, durante su encarcelamiento, Iparraguirre se casó con Abimael Guzmán, quien también se encontraba en prisión. Cuando Iparraguirre conoció a Guzmán en la década de 1970, estaba casado con Augusta La Torre, quien en ese momento era la número dos en Sendero Luminoso. En 1988 falleció e Iparraguirre asumió su cargo en la organización. Solo 22 años después, en 2010, La Torre fue declarada legalmente muerta. Entonces Guzmán pudo volver a casarse, lo que hizo con Iparraguirre ese mismo año. Para ello, primero hubo una breve huelga de hambre contra el gobierno peruano por no concederles la posibilidad del matrimonio. En abril de 2010, el presidente Alan García les dio permiso para contraer matrimonio porque, en su opinión, la condena no les había privado de esos derechos fundamentales. Sin embargo, el matrimonio no significó que pudieran reunirse posteriormente, ya que el régimen de cadena perpetua no permite visitas conyugales.
Tras la muerte de Abimael Guzmán el 11 de septiembre de 2021, de acuerdo a la necropsia N.º 326-21, por una neumonía bilateral, Elena Iparraguirre fue trasladada a un penal de máxima seguridad por realizar llamadas telefónicas desde el penal Virgen de Fátima de Chorrillos, donde cumple cadena perpetua, tras conocerse la muerte de su esposo, se dispuso la incomunicación de Elena Iparraguirre y el inicio de un proceso disciplinario por la “vulneración de la seguridad y de las normas penitenciarias peruanas”.

## Publicaciones
- Libro: Memorias desde Némesis, en coautoría con Abimael Guzmán, publicado en el año 2014.[10][11]